# Civic Arena (Pittsburgh)
La Civic Arena (aussi connu sous le nom de Mellon Arena depuis 1999 et surnommée The Igloo) était une salle omnisports (arena) se trouvant à Pittsburgh en Pennsylvanie aux États-Unis. Elle offre 16 958 sièges en configuration hockey sur glace mais peut accueillir jusqu'à 17 132 spectateurs lors d'un match tout en disposant de 1 696 sièges de club et 56 suites de luxe. La salle est polyvalente car elle peut abriter des matchs de basket-ball avec 17 537 places.
Il s’agissait de la patinoire des Penguins de Pittsburgh de la Ligue nationale de hockey et depuis 2005, la salle accueille une nouvelle équipe de basket-ball, les Pittsburgh Xplosion de la Continental Basketball Association.

## Histoire

### La construction de la salle
L'aréna a été construite afin d’accueillir l’Opéra de Pittsburgh (en) qui avait pour habitude de se produire dans le Pitt Stadium mais ne pouvait le faire par temps de pluie. Deux ans plus tôt, deux personnalités de la ville avaient déjà suggéré l'idée que la ville se dote d'une salle avec un toit escamotable.
La construction de la Pittsburgh Civic Arena, nom d'origine de l'aréna, a commencé en le 25 avril 1958 et représente un budget de 19 millions de dollars. La construction se termine en 1961 pour un coût final de 21,7 millions de dollars, le budget étant dépassé en raison de la construction d'un dôme.
L’Igloo a été et reste unique en son genre avec son dôme rétractable conçu en six panneaux d’inox, dont cinq peuvent rouler sous le sixième. Le dôme peut ainsi se replier en moins de 3 minutes afin de profiter du beau temps. Il était le seul aréna dans la LNH à s'être équipé de cette toiture rétractable. À sa construction, l’Igloo pouvait accueillir près de 12 000 spectateurs et possédait une surface de jeu supérieure aux autres surfaces traditionnelles : la glace mesure alors 63 m par 28 contre 61 m par 26 pour les patinoires actuelles de la LNH.

### Premières utilisations de la salle
En raison d’une acoustique faible, l’Opéra abandonna la salle en 1968 alors que les Hornets de la Ligue américaine de hockey avaient déjà emménagé dans la salle pour la saison 1961-1962. Le premier but de hockey pour les Hornets est inscrit Paul Jackson, son seul but de la saison, le 14 octobre 1961 lors d'une défaite 2 buts à 1 contre les Bisons de Buffalo et devant 9 317 personnes.
En 1961, les Rens font également leur début dans la salle comme équipe de basket-ball pour une première forme de l'American Basketball League (1961–1963) (en). L'équipe va y jouer les deux saisons de l'Association avant de mettre fin à leur opération lors de la fin de l'Association au mois de décembre 1962. Connie Hawkins, futur membre du Basketball Hall of Fame, jouera au sein de la franchise et remporte lors de la première saison le titre de MVP. Le logo de la franchise était assez simple et reprenait le nom de l'équipe accolé à un dessin d'une vue extérieure de la salle.
Les Hornets jouent leur dernier match de hockey dans la patinoire le 30 avril 1967, en battant en finale de la Coupe Calder les Americans de Rochester sur le score de quatre matchs à zéro. L'équipe est alors dirigée par Aldege Bastien, ancien gardien de but vedette de l’équipe reconverti en tant qu’entraîneur et remporte sa troisième Coupe Calder, la première dans la Civic Arena.

### L'installation des Penguins
En 1967, la Ligue nationale de hockey décide de doubler le nombre d’équipes participant à son championnat. La ville de Pittsburgh ayant déjà eu l'expérience d'une équipe de hockey sur glace postule afin d’accueillir une franchise puis fait partie des villes retenues et participe donc au repêchage d’expansion en échange d'une somme de 2 millions de dollars.
Le nom de la nouvelle équipe est alors inspiré de sa future patinoire et de la forme particulière de son toit. Malgré tout, un concours est lancé dans la presse, officiellement le 10 février 1967. Après 26 000 votes, le nom de l’équipe est trouvé même si Carol McGregor, épouse de John McGregor qui a contribué à la création de l'équipe, a été la première à proposer le nom, en déclarant qu'elle aimait bien l'allitération en P, qu'elle verrait bien l'équipe jouer en noir et blanc et surtout pour la forme du Civic Arena,. La patinoire est alors rénovée et agrandie successivement en 1975 et en 1993 (ajout de balcons, de loges) augmentant ainsi sa capacité de 5 000 places.
Le premier match de la saison des Penguins dans la patinoire est joué contre les Canadiens de Montréal le 11 octobre 1967. 9 317 fans se sont alors déplacés pour voir la victoire de l'équipe légendaire de la LNH, les Canadiens, l'emporter 2 buts à 1 contre l'équipe locale, les pronostics prédisant une déroute pour les Penguins. Le but des Penguins est alors inscrit par le capitaine de l'équipe, Andy Bathgate, contre Rogie Vachon. Au cours de ce match, Hank Bassen, gardien des Penguins, laisse Jean Béliveau inscrire le 400e but de sa carrière dans la LNH.
Dix jours plus tard, le 21 octobre, les Penguins battent sur leur glace les Black Hawks de Chicago pour la première victoire d'une équipe de l'expansion sur une des six équipes originales. Le score final est de 4 buts à 2 pour les Penguins dont un triplet de Ken Schinkel, futur entraîneur de l'équipe, Schinkel qui avait pour tâche de suivre à la trace et de perturber le jeu de Bobby Hull, vedette des Black Hawks. Le 3 février 1968, la patinoire fait pour la première fois de son histoire salle comble avec 12 563 personnes qui viennent voir les Penguins jouer contre les Maple Leafs de Toronto.

### Les Pipers et Condors
Le 4 mai 1968, les Pipers remportent le titre de l'American Basketball Association, association de basket-ball, lors de la saison inaugurale. L'équipe bat les New Orleans Buccaneers 4 manches à 3 alors qu'au cours de la saison, les Pipers attirent jusqu'à 12 300 fans lors d'un match en janvier contre les Minnesota Muskies. Lors de la finale, les Pipers vont remporter la manche ultime devant leur public 122 à 113, devant 11 457 personnes. Les Pipers vont quitter la ville pour la saison suivante sous l'impulsion de leur propriétaire, Gabe Rubin. La franchise ne parvenant pas à attirer la foule dans sa nouvelle ville, Rubin décide de ramener l'équipe à Pittsburgh pour la troisième saison de l'association. Les Pipers vont changer de nom en 1970 et les Condors prennent possession du Civic Arena pour deux saisons avant de mettre fin à leur activité, les résultats ne suivant pas.
L'Opéra de Pittsburgh joue pour la dernière fois dans la salle lors des représentations de la comédie musicale « How Now, Dow Jones » et la dernière a lieu le 26 juillet 1969. Par la suite, l'Opéra jouera dans le Heinz Hall (en) et ainsi après ce départ, les Penguins deviennent les seuls occupant réguliers de la salle.

### Les Gladiators et l'Arena Bowl '87
L’Arena Football League est fondée en 1987 pour gérer et organiser un championnat de football américain en salle aux États-Unis. Les Gladiators de la ville participent au premier championnat et finissent la courte saison — seulement six matchs sont disputés par les quatre équipes — à la première place. Ils jouent donc la première finale de l'ArenaBowl dans le Civic Arena, devant 13 232 personnes le 1er août 1987. Il s'agit alors de la seule édition de la finale qui se joue « en plein air », le dôme de la salle étant ouvert pour l'occasion. Finalement, l'équipe locale est écartée par le Dynamite de Denver sur le score de 45 à 16.
| Score      | Q1 | Q2 | Q3 | Q4 | Total |
| ---------- | -- | -- | -- | -- | ----- |
| Denver     | 12 | 6  | 14 | 13 | 45    |
| Pittbsurgh | 0  | 0  | 0  | 16 | 16    |

Finalement, la franchise de football américain en salle ne va joueur que trois saisons dans l'AFL accédant deux fois à la finale mais perdant également la seconde finale en 1990 contre les premiers de la saison régulière, le Drive de Détroit.

### Les années 1990
La salle connaît de belles années au début des années 1990 avec l'accueil du Match des étoiles de la Ligue nationale de hockey, deux Coupes Stanley, le film « Mort Subite » et enfin le repêchage d'entrée de 1997 dans la Ligue nationale de hockey de 1997.

#### Le Match des étoiles

Le logo du Match des étoiles.

En 1990, le 41e Match des étoiles de la LNH a lieu dans le Civic Center et Paul Coffey et Mario Lemieux sont les deux joueurs des Penguins qui représentent l'équipe. Lemieux, auteur de 4 buts dont 3 sur ses 3 premiers tirs, est élu meilleur joueur du match.
Les organisateurs de Pittsburgh du match décidèrent d'ajouter de nombreuses animations et mirent en place le premier vrai week-end des Étoiles. Ainsi, un match entre des anciennes vedettes de la ligue eut lieu (The Heroes of Hockey) puis le premier concours d'habiletés créé par Paul Palmer. De plus, au lieu que le match se joue un mardi soir, il fut programmé au dimanche après-midi, ce qui permit à NBC de diffuser le match en direct et ainsi permettre à l'audience de découvrir Wayne Gretzky et Lemieux. De plus afin d'intéresser au maximum les spectateurs, les arbitres du match furent dotés de micro et NBC fut également autorisé à réaliser des interviews de joueurs durant les différentes coupures,.
| 21 janvier 1990 | Association Prince de Galles | 12-7 (7-2, 2-2, 3-3) | Association Clarence Campbell |  |

| Feuille de match | Feuille de match | Feuille de match | Feuille de match | Feuille de match |
| ---------------- | --- | ---------------- | --- | ---------------- |
|                  | Lemieux (Propp - Neely) — 0 min 21 s Andreychuk — 5 min 13 s Turgeon (Francis) — 9 min 22 s Lemieux (Housley) — 13 min 0 s Tocchet (Bourque - Muller) — 16 min 55 s Lemieux (Coffey) — 17 min 37 s Turgeon (Francis - Andreychuk) — 18 min 52 s Muller (Coffey - Sakic) — 28 min 47 s (INF) Corson (LaFontaine) — 36 min 43 s Lemieux (Neely) — 41 min 7 s Neely (Sakic - Hatcher) — 51 min 20 s Muller (Tocchet) — 57 min 50 s |                  | 11 min 1 s — Messier (Hull - Smail) 14 min 31 s — Yzerman 29 min 3 s — MacInnis (Lowe) (SUP) 33 min 0 s — Mullen (Nicholls) 55 min 9 s — Robitaille (Yzerman - Hull) 56 min 11 s — Robitaille (Hull - Yzerman) 59 min 35 s — Smail (Mullen - Nieuwendyk) |                  |
| Roy Puppa        | Gardiens | Vernon McLean    | |                  |
| 4 min            | Pénalités | 4 min            | |                  |
|                  | |                  | |                  |

#### Les Coupes Stanley

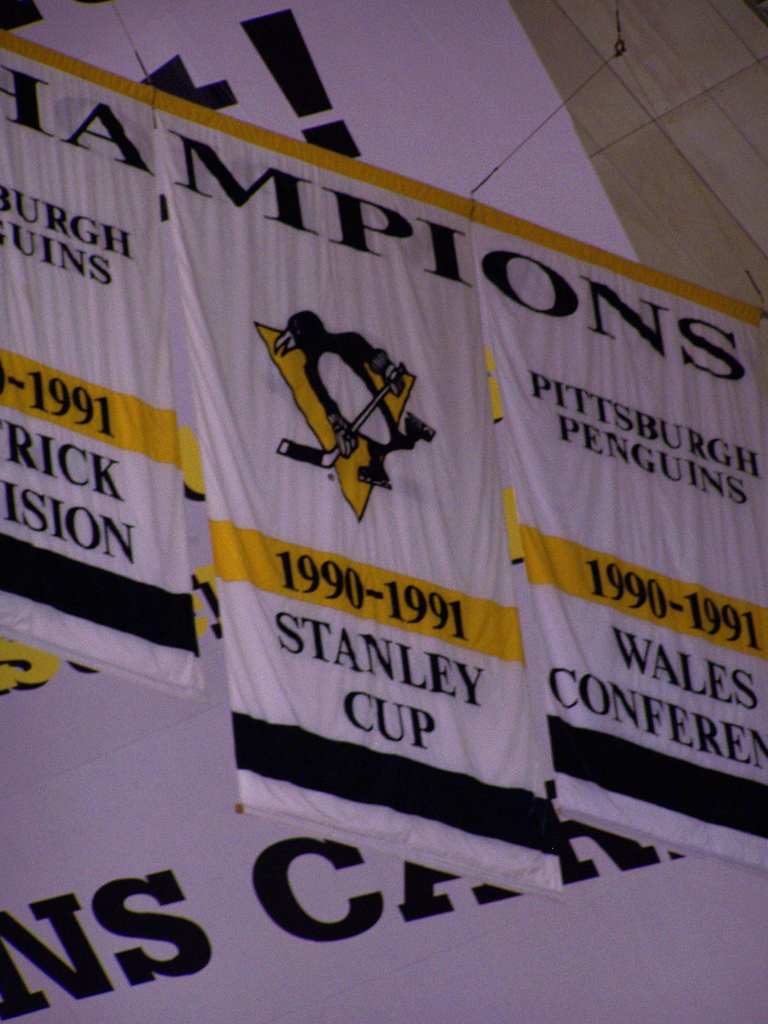
Les bannières accrochées dans le Mellon Arena et commémorant les titres de 1991.

Pour la saison 1990-1991, l'équipe des Penguins compte dans ses rangs des joueurs comme Mario Lemieux, Tom Barrasso, Kevin Stevens ou encore Paul Coffey, Mark Recchi, Jaromír Jágr. Au cours de la saison, la ville de Pittsburgh et la patinoire vont accueillir de nouvelles têtes avec les arrivées de Ron Francis, Jiří Hrdina et Ulf Samuelsson. 637 072 billets d'entrée pour la patinoire vont être vendus au cours de la saison régulière alors que les Penguins finissent à la première place de la division et à la septième de la LNH. Les Penguins vont passer tous les tours des séries pour accéder à la finale contre les North Stars du Minnesota. Au bout de six matchs, l'équipe soulève pour la première fois de son histoire la Coupe Stanley en remplissant à chaque match leur patinoire au maximum de sa capacité.
Après la première victoire de la Coupe Stanley, les Penguins vont perdre leur entraîneur : « Badger Bob » Johnson. Gravement atteint d'une tumeur au cerveau, il laisse sa place derrière le banc des Penguins à Scotty Bowman pour la saison 1991-1992. Johnson décède fin novembre 1992 et à la suite de son décès, sa phrase mythique de la saison passée et de la victoire, It's a great day for hockey!, est inscrite pour la fin de la saison sous la glace de la patinoire. Avec une moyenne de 15 993 spectateurs, la patinoire connaît pour cette année de confirmation des Penguins un taux de remplissage d'environ 90 %. Au cours des séries, les Penguins vont jouer l'intégralité des 10 matchs joués à domiciles à guichets fermés, remportant 8 matchs sur 10.

#### Mort Subite

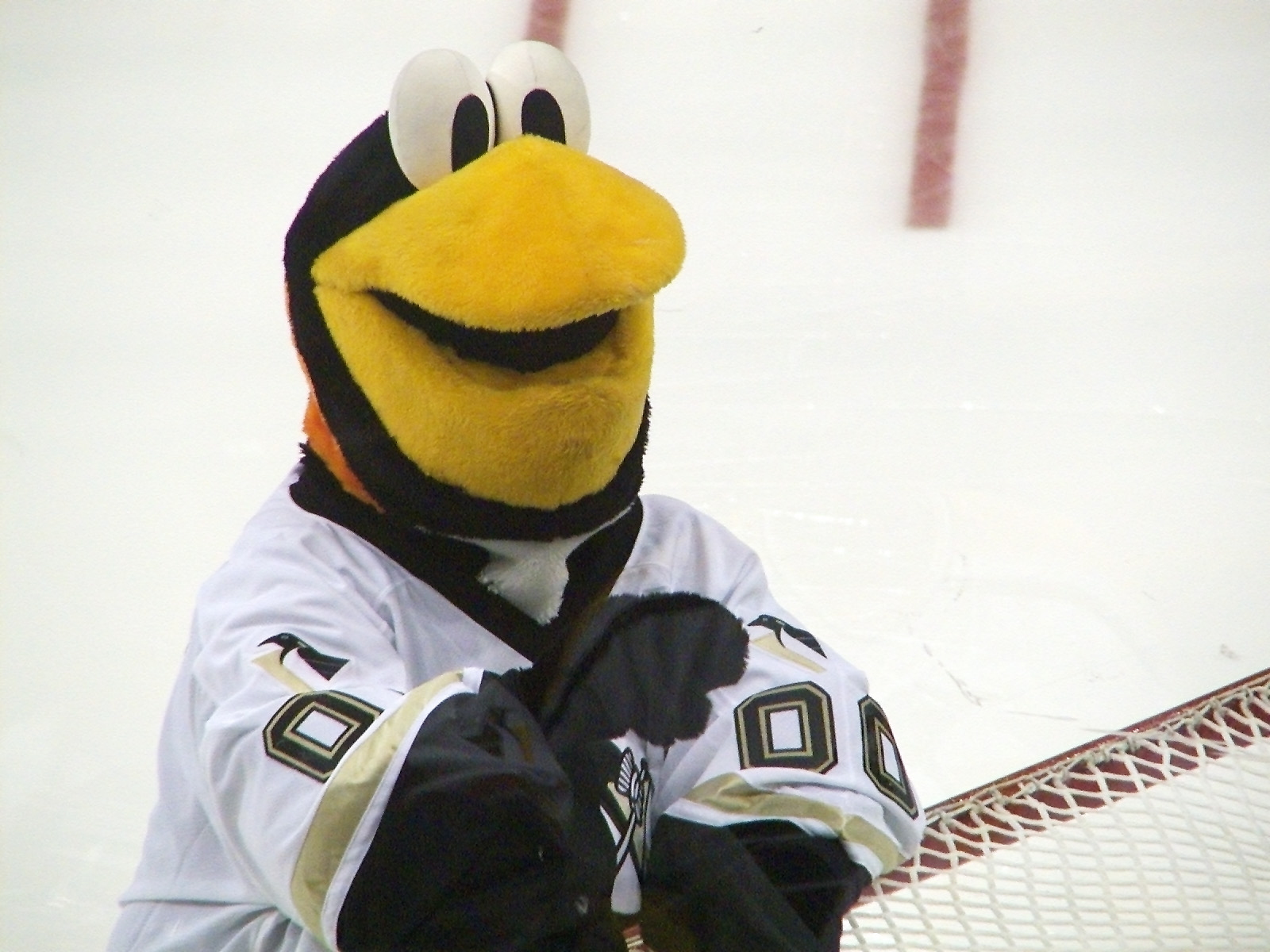
Iceburgh a fait une apparition dans le film sous le nom d’Icey.

Mort subite est un film américain d'action dirigé par Peter Hyams et sorti en 1995. Le film se nomme dans la version originale Sudden Death et pour la version québécoise Suspense en prolongation. L'intrigue se déroule dans la patinoire au cours du septième match de la finale de la Coupe Stanley entre les Penguins et les Blackhawks de Chicago. Jean-Claude Van Damme joue le rôle d'un ancien pompier, Darren McCord, désormais responsable de la sécurité incendie de l'aréna. Le film met en scène le combat de Van Damme contre des terroristes qui veulent faire sauter la salle et les 17 000 fans venus assister à la finale.
Le film a été tourné au début de la saison 1994-1995 alors que la saison est écourtée : une grève de joueurs reporte le début de la saison d'octobre à janvier. Le film comporte de nombreuses images de hockey, l'équipe des Penguins étant jouée par des joueurs des Nailers de Wheeling et des Chiefs de Johnstown de l'ECHL ; Chicago étant joué par les Lumberjacks de Cleveland de la Ligue internationale de hockey. Certains joueurs professionnels jouant même leur rôle ; c'est ainsi le cas de Luc Robitaille alors que Jay Caufield, joueur de champ professionnel, joue le rôle de Brad Tolliver, le gardien de but de l'équipe. De même, le commentateur du match dans la patinoire est joué par Mike Lange, réel commentateur des Penguins.
Au cours du film, Van Damme va se battre dans différents endroits de l'aréna : dans les cuisines, dans les loges, sous les gradins, etc. Un combat est livré entre l'acteur belge et la mascotte supposée des Penguins : Icey – Icey ayant en fait le même costume que Iceburgh, la vraie mascotte de la Civic Arena. Van Damme va également rentrer sur la glace à la place de Tolliver dans les buts de l'équipe et empêcher l'équipe fictive des Penguins de prendre un but. La scène finale du film se déroule sur le dôme de la patinoire avec les panneaux s'ouvrant au cours du combat et un hélicoptère finit même sa course dans la patinoire.

#### Le repêchage de la LNH

Le logo utilisé lors du repêchage 1997.

Le 21 juin 1997, le 35e repêchage d'entrée dans la LNH a lieu dans la patinoire. Neuf rondes de joueurs ont lieu pour un total de 246 joueurs repêchés. Joe Thornton est choisi comme premier choix de la promotion et rejoint la franchise des Bruins de Boston. Les Penguins, quant à eux choisissent le 17e joueur en la personne du slovaque, Róbert Döme. La liste des joueurs repêchés lors de la première ronde est la suivante :
| Rang | Joueur                   | Nationalité | Équipe de la LNH          | Repêché de                           |
| ---- | ------------------------ | ----------- | ------------------------- | ------------------------------------ |
| 1    | Joe Thornton             | Canada      | Bruins de Boston          | Greyhounds de Sault Ste. Marie (LHO) |
| 2    | Patrick Marleau          | Canada      | Sharks de San José        | Thunderbirds de Seattle (LHOu)       |
| 3    | Olli Jokinen             | Finlande    | Kings de Los Angeles      | HIFK (SM-liiga)                      |
| 4    | Roberto Luongo           | Canada      | Islanders de New York     | Foreurs de Val-d'Or (LHJMQ)          |
| 5    | Eric Brewer              | Canada      | Islanders de New York     | Cougars de Prince George (WHL)       |
| 6    | Daniel Tkaczuk           | Canada      | Flames de Calgary         | Colts de Barrie (OHL)                |
| 7    | Paul Mara                | États-Unis  | Lightning de Tampa Bay    | Wolves de Sudbury (OHL)              |
| 8    | Sergeï Samsonov          | Russie      | Bruins de Boston          | Vipers de Détroit (LIH)              |
| 9    | Nick Boynton             | Canada      | Capitals de Washington    | 67 d'Ottawa (OHL)                    |
| 10   | Brad Ference             | Canada      | Canucks de Vancouver      | Chiefs de Spokane (WHL)              |
| 11   | Jason Ward               | Canada      | Canadiens de Montréal     | Otters d'Érié (OHL)                  |
| 12   | Marián Hossa             | Slovaquie   | Sénateurs d'Ottawa        | HC Dukla Trenčín (Extraliga slo.)    |
| 13   | Daniel Cleary            | Canada      | Blackhawks de Chicago     | Bulls de Belleville (OHL)            |
| 14   | Michel Riesen            | Suisse      | Oilers d'Edmonton         | HC Bienne (LNA)                      |
| 15   | Matt Zultek              | Canada      | Kings de Los Angeles      | 67 d'Ottawa (OHL)                    |
| 16   | Ty Jones                 | États-Unis  | Blackhawks de Chicago     | Chiefs de Spokane (WHL)              |
| 17   | Róbert Döme              | Slovaquie   | Penguins de Pittsburgh    | Thunder de Las Vegas(LIH)            |
| 18   | Michael Holmqvist        | Suède       | Mighty Ducks d'Anaheim    | Djurgårdens IF (Elitserien)          |
| 19   | Stefan Cherneski         | Canada      | Rangers de New York       | Wheat Kings de Brandon (WHL)         |
| 20   | Mike Brown               | Canada      | Panthers de la Floride    | Rebels de Red Deer (WHL)             |
| 21   | Mika Noronen             | Finlande    | Sabres de Buffalo         | Tappara Tampere (SM-liiga)           |
| 22   | Nikos Tselios            | États-Unis  | Hurricanes de la Caroline | Bulls de Belleville (OHL)            |
| 23   | Scott Hannan             | Canada      | Sharks de San José        | Rockets de Kelowna (WHL)             |
| 24   | Jean-François Damphousse | Canada      | Devils du New Jersey      | Wildcats de Moncton (LHJMQ)          |
| 25   | Brenden Morrow           | Canada      | Stars de Dallas           | Winter Hawks de Portland (WHL)       |
| 26   | Kevin Grimes             | Canada      | Avalanche du Colorado     | Frontenacs de Kingston (OHL)         |

### La fin des années 1990
Le 25 août 1994, le dôme de la patinoire est ouvert pour un match de l'équipe de roller in line hockey des Phantoms lors d'un match contre les Minnesota Arctic Blast. C'est la première fois de l'histoire de la salle qu'un match officiel et professionnel de hockey se joue avec le dôme ouvert. Au cours de cet été, la patinoire est utilisée comme salle de sport par les Phantoms mais également par les Stingers (soccer intérieur), deux franchises créées par Howard Baldwin, copropriétaire des Penguins.
En 1995, un nouvel aménagement supprime la particularité première de l’édifice. En effet, en mettant en place un nouveau tableau des scores, le dôme ne peut alors plus s’ouvrir entièrement. Deux ans plus tard, en hommage à Mario Lemieux, la patinoire change d'adresse. Au lieu de 300 Auditorium Place, l'adresse officielle de la patinoire devient « 66 Mario Lemieux Place » le 13 mai 1997. Le 19 novembre 1997, le numéro fétiche de Lemieux, le 66, est retiré par l'équipe des Penguins et une réplique de son maillot est accroché dans les chevrons de la patinoire. Le maillot vient alors rejoindre les bannières commémorant les titres de 1991 et 1992.
Durant l'année 1999, les Penguins signent un contrat de sponsoring de 18 millions de dollars pour 10 années, avec une banque de Pittsburgh, Mellon Financial. La patinoire abandonne son nom de Civic Arena pour prendre celui de Mellon Arena.
Le 27 décembre 2000, Lemieux fait son retour au jeu dans un match à Pittsburgh contre les Maple Leafs de Toronto. Plus de 300 journalistes sont présents pour couvrir son retour au jeu, le match étant diffusé en direct dans plusieurs pays. Quelques jours plus tard, le 5 janvier 2001, le numéro 21 de Michel Brière prend la place de celui de Lemieux. Le jeune joueur, qui n'aura joué qu'une saison dans la LNH pour les Penguins en 1969-1970 avant de mourir des suites d'un accident de voiture, est ainsi le second joueur honoré par l'organisation des Penguins.

### La Mellon Arena dans les années 2000

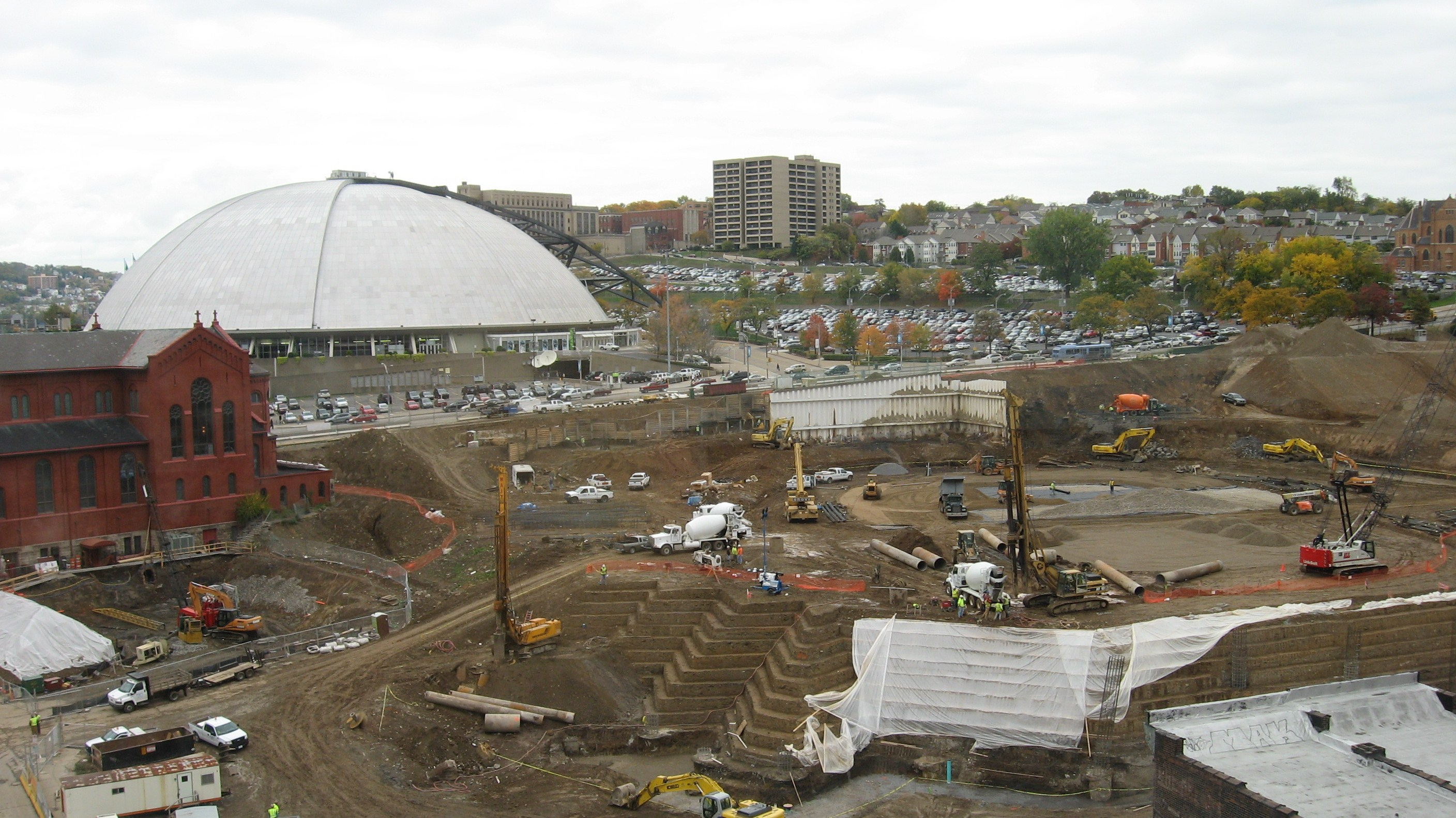
Avancement des travaux de la nouvelle patinoire, en octobre 2008. La Mellon Arena est au second plan de la photo.

L’Igloo apparaît plus comme un souci qu’autre chose pour les Penguins, le coût de l’entretien étant bien trop important par rapport aux revenus engendrés. De plus, la salle a mal vieilli et accueille de moins en moins de manifestations extra-sportives. Le 19 mars 2006 au cours d’un match entre les Penguins et les Maple Leafs de Toronto une première coupure de courant interrompt le match au cours du second tiers-temps. Le jeu peut reprendre 20 minutes plus tard mais au bout de deux minutes de jeu, une nouvelle coupure arrête le match pendant encore 20 minutes.
Fin 2006, les Penguins ont indiqué qu’ils ne pourraient plus continuer à jouer dans le vieil Igloo et qu’une nouvelle patinoire serait nécessaire afin de garder l’équipe à Pittsburgh. Le 13 mars 2007 un accord est conclu entre la ville de Pittsburgh et les Penguins pour la construction d'une nouvelle salle d'ici 2009, le coût du projet, nommé Consol Energy Center, est estimé à 290 millions de dollars. La nouvelle arène disposera d'une capacité de 18 500 places pour les matchs de hockey sur glace. Une caméra de la construction de la patinoire permet aux internautes de voir la construction au fur et à mesure sur le site officiel, l'image changeant toutes les minutes.
Après avoir accroché une nouvelle fois le maillot de Lemieux dans le plafond de la salle en 2007, les Penguins décident d'honorer la belle saison 2007-2008 en changeant les bannières de la salle : les vieilles bannières de 1991 et de 1992 sont changées et des nouvelles bannières sont hissées le 11 octobre 2008. Ces nouvelles bannières sont au nombre de 5 et citent le titre de champion de division et d'association remporté en 2008-09 ainsi que les titres de MVP de la saison LNH remportée par les Penguins — Lemieux à trois reprises, Jaromír Jágr et Sidney Crosby ayant tous les trois gagnés le trophée Hart avec le maillot des Penguins — ainsi que les joueurs ayant remporté le trophée Art-Ross de meilleur pointeur des saisons — encore une fois Lemieux, Jágr et Crosby,.
Le 10 février 2009, la Mellon Arena accueillera le 25e Match des étoiles de la Continental Basketball Association dans laquelle évolue l'Xplosion. En même temps que ce match, le concours d'habileté de l'association se jouera. Bruce Springsteen & The E Street Band donnèrent un concert dans l'arène le 19 mai 2009.
Le dernier match de l'histoire des Penguins au Mellon Arena a été disputé contre les Canadiens de Montréal au septième match de la deuxième ronde des séries éliminatoires de la saison 2009-2010. Les Penguins, champions en titre de la Coupe Stanley, furent éliminés en perdant ce match par la marque de 5 à 2. Les Canadiens étaient également les premiers adversaires de l'histoire des Penguins au Mellon Arena et avaient également remporté le match.

### La salle et le catch
Un certain nombre de tournois de catch de la World Wrestling Entertainment se sont déroulés dans l'enceinte :
- 27 août 1995 : le huitième SummerSlam
- 28 juin 1998 : King of the Ring
- 23 septembre 2001 : Unforgiven
- 20 février 2005 : No Way Out
- 16 décembre 2007 : Armageddon
- 25 octobre 2009 : Bragging Rights[31]

## Franchises accueillies
Hockey sur glace
- Hornets de Pittsburgh - Ligue américaine de hockey (1961 à 1967)
- Penguins de Pittsburgh - Ligue nationale de hockey (depuis 1967)

Basket-ball
- Rens de Pittsburgh - American Basketball League (1961 à 1963)
- Condors / Pipers de Pittsburgh - American Basketball Association  (1967 à 1973)
- Xplosion de Pittsburgh - Continental Basketball Association (depuis 2005)

Soccer intérieur
- Spirit de Pittsburgh - Major Soccer League (1978 à 1980 et 1981 à 1986)
- Stingers de Pittsburgh - Continental Indoor Soccer League (1994 et 1995)

Lacrosse
- Bulls de Pittsburgh - Major Indoor Lacrosse League (1990 à 1993)
- CrosseFire de Pittsburgh - National Lacrosse League (2000)

Football américain
- Gladiators de Pittsburgh - Arena Football League - (1987 à 1992)

Roller in line hockey
- Phantoms de Pittsburgh - Roller Hockey International (1994)

Tennis
- Triangles de Pittsburgh - World Team Tennis (1974 à 1976)

Patinage artistique
- Skate America 1994
- Skate America 2004

## Travaux dans la salle
Tout au cours de son histoire, la Mellon Arena aura évolué avec des nouvelles dimensions de glace, des nouvelles installations, etc.
- Avant le début de la saison 1974-1975, la patinoire passe de 63 m de longueur à 61,
- Au même moment, la construction de balcons à l'étage E augmente la capacité de  la salle de 3 000 sièges,
- Dix huit ans plus tard, en 1993, des travaux de rénovations ajoutent 1 000 places. Les travaux comprennent des balcons du niveau F et des suites de luxes,
- En 1995, le nouveau panneau d'affichage de la salle interdit désormais d'ouvrir le toit.

## Galerie

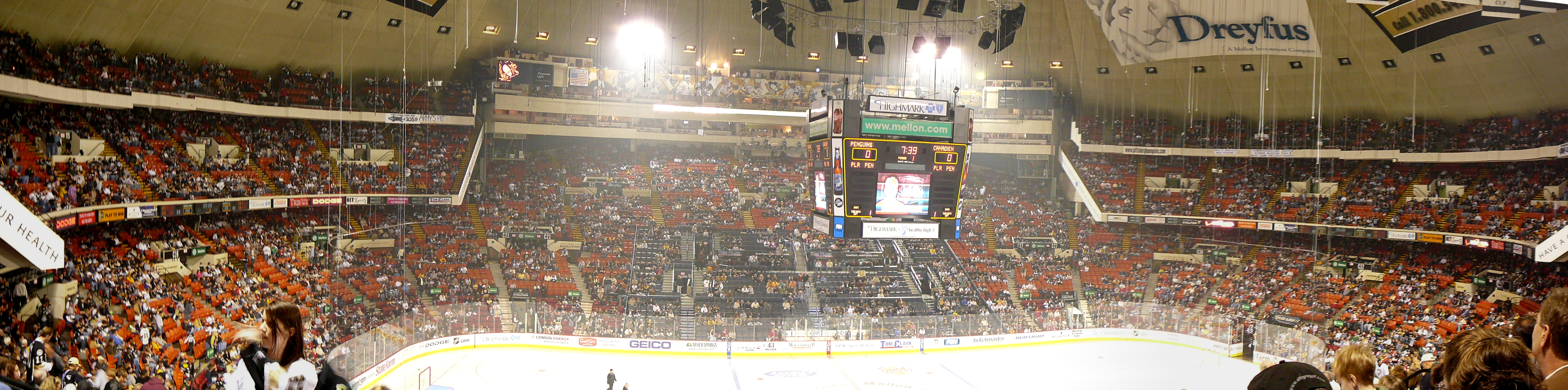
Panorama de l'intérieur de la salle en 2007

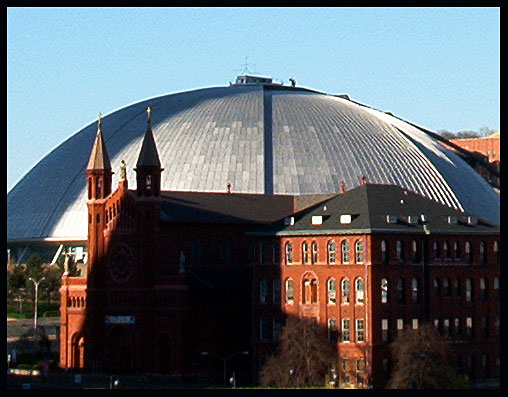
La patinoire vue de l'extérieur avec la chapelle de la Duquesne University au premier plan
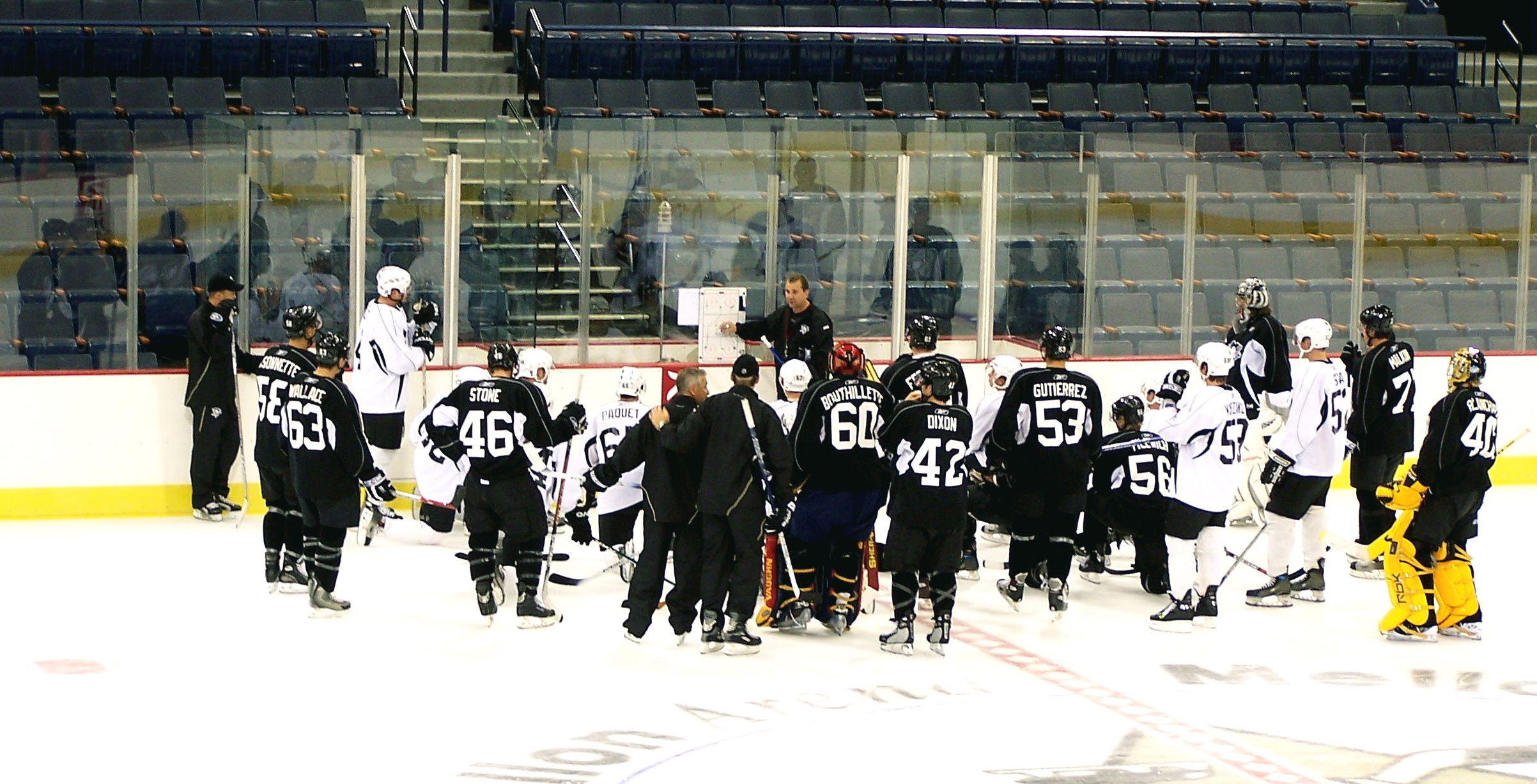
Les recrues des Penguins au début de la saison 2005-2006
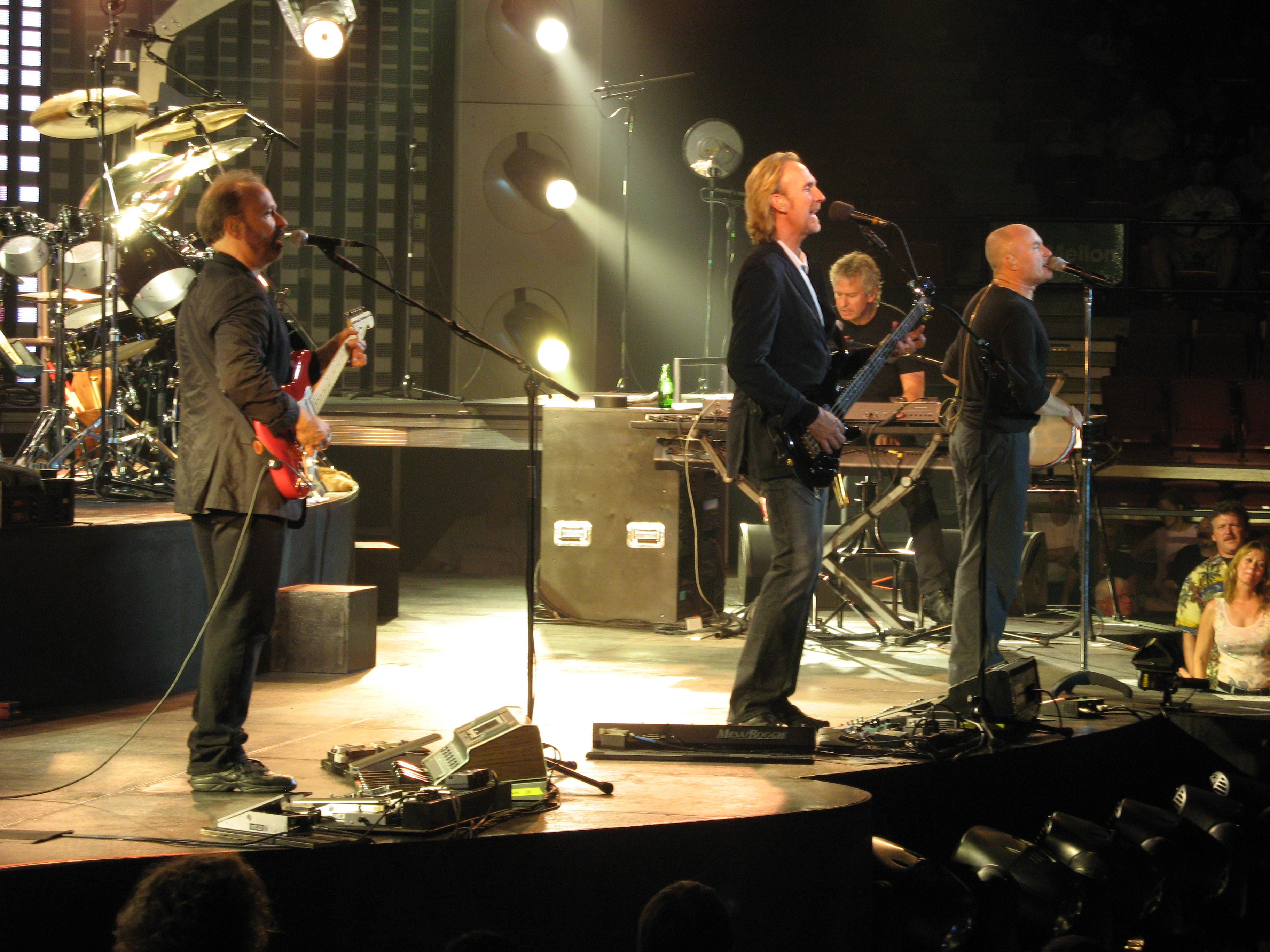
Genesis en concert dans la Mellon Arena en septembre 2007
Ancien logo